# Пляска Духа

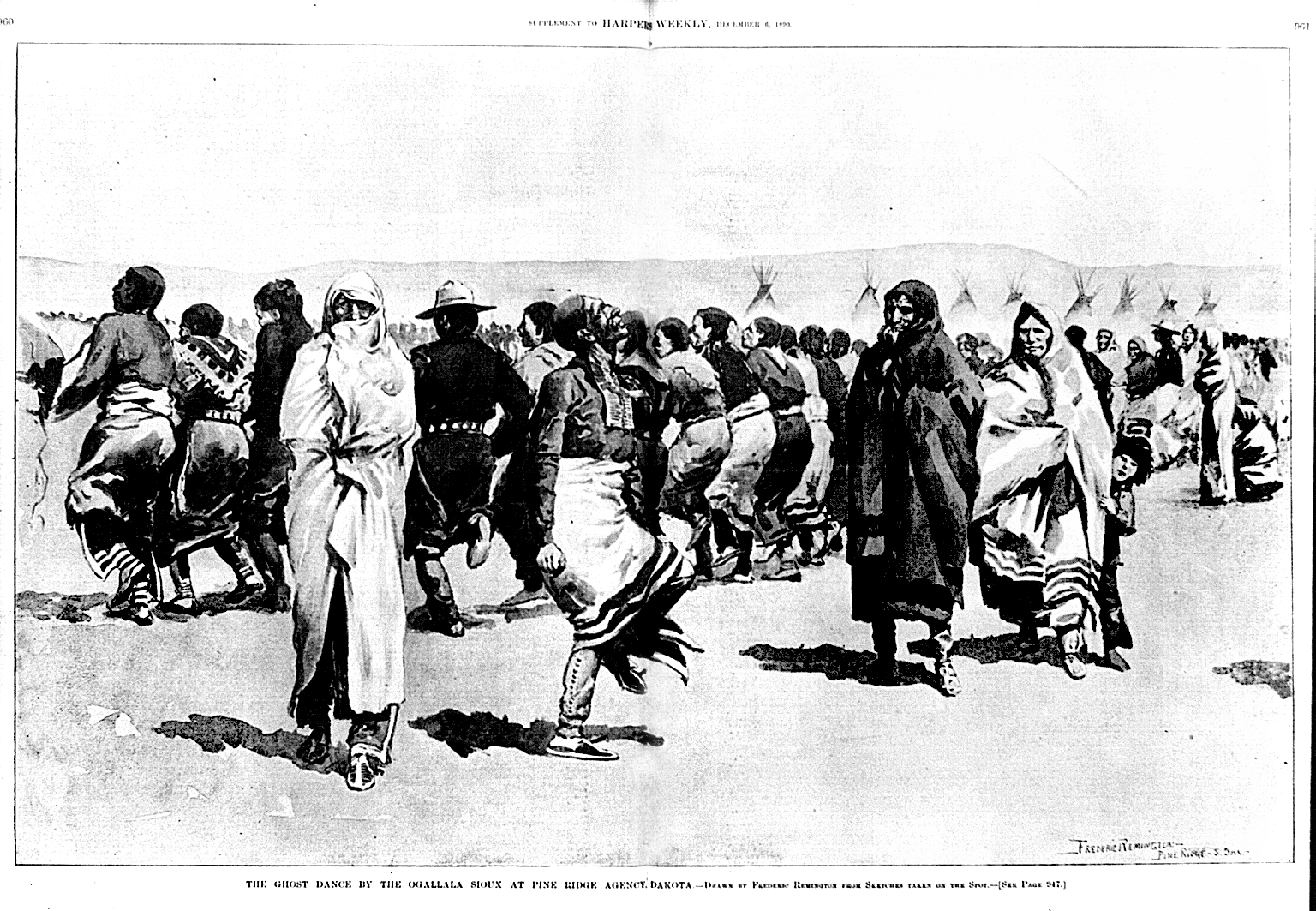
Пляска духа у оглала в резервации Пайн-Ридж, 1890 г.

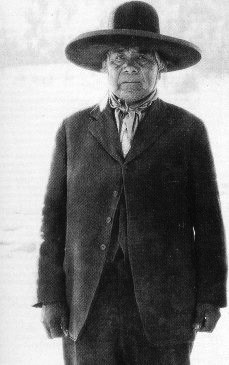
Вовока

Пля́ска ду́ха или Пля́ска ду́хов (англ. Ghost Dance — дословно Танец призраков) — мессианское движение, получившее широкое распространение среди американских индейцев запада США в конце XIX века.
Среди кэддо есть последователи Пляски духа и поныне.

## Происхождение
Религия Пляски духа была создана в 1880-х гг. пайютским пророком Вовокой, который был известен в Неваде как Джек Уилсон. Он был чистокровным индейцем и получил своё имя от белых поселенцев, работая на фермера Дэвида Уилсона.
Основой религии была экстатическая пляска, её участники часто впадали в транс и имели видения. Вовока утверждал, что последователи новой веры поднимутся в воздух и будут висеть между небом и землёй до тех пор, пока на её поверхности не завершится процесс обновления. Великое наводнение смоет всех белых людей, после чего возродится прежний мир индейцев. Основывавшаяся на традиционных местных верованиях, доктрина Вовоки также содержала заимствования из христианской религии. Вовока узнал об Иисусе, его распятии и воскрешении, читая Библию и слушая семейную молитву дома Уилсонов. Пророк призывал своих сторонников не причинять вреда американцам, поступать правильно, не лгать, исполнять особые песнопения и медленную круговую пляску.

## Пляска духа у лакота
Первые слухи о новом мессии достигли лакота зимой 1888 года. Первая делегация, которая отправилась в Неваду, вернулась в резервацию весной 1890 года. После подробного рассказа первых паломников о беседе с Вовокой Пляска духа сразу была начата.
Несмотря на мирную направленность проповедей Вовоки, некоторые лидеры лакота истолковали его идеи по-своему. Они уверяли, что каждый, кто носит украшенные защитными амулетами рубахи духов, становится неуязвим, и пули солдат не смогут причинить им вреда. Одним из самых активных проповедников нового культа среди лакота стал Пинающий Медведь. Вдохновлённые новой надеждой, лакота танцевали с мессианским неистовством, до полного изнеможения. Пляска духа распространилась с такой скоростью, что всего за два месяца эту религию приняло подавляющее большинство народа.
В конце 1890 года на подавление выступлений приверженцев Пляски духов были направлены войска. После трагедии, разыгравшейся у ручья Вундед-Ни, вера индейцев в истинность пророчеств Вовоки была подорвана и исполнение обрядов постепенно прекратилось.